# Айн-Млила
Айн-Млила (араб. عين مليلة‎) — город на северо-востоке Алжира, на территории вилайета Умм-эль-Буаги. Административный центр одноимённого округа.

## Географическое положение
Город находится в северо-западной части вилайи, на территории горного массива Орес, на высоте 772 метров над уровнем моря.

Айн-Млила расположена на расстоянии приблизительно 325 километров к востоку-юго-востоку (ESE) от столицы страны Алжира.

## Демография
По данным переписи, на 2008 год население составляло 88 441 человек.
Динамика численности населения города по годам:
| 1977   | 1987   | 1998   | 2008   | 2012    |
| ------ | ------ | ------ | ------ | ------- |
| 26 752 | 37 744 | 69 768 | 88 441 | 102 738 |

## Транспорт
Ближайший аэропорт расположен в городе Телергма.